# 川越 (川越市の大字)
川越（かわごえ）は、埼玉県川越市の大字。郵便番号は350-0852。

## 地理
川越市の東部、旧赤間川の左岸に位置する。北部を北田島、北東部を大字寺井、東部を大字伊佐沼、東南部を寺井の飛地、南部を大字松郷、西部を城下町と接している。西南部の寺井の飛地とは僅かに接していない。水田を中心とした農業地域であり、水田の中に農家・集荷所・小工場が点在する。また北東に九十川・埼玉県道51号線に接した飛地が存在し、大字鴨田・大字伊佐沼・大字寺井と接する。

## 歴史
もともとは現在より広範囲を指す地名であったが、大字川越の大部分は漸次町名が設定されていったため、最東部が大字川越として残る。

### 地名の由来
荒川や入間川などの間にあり、川を越えなければたどり着けない場所であるため、この名がついた。

### 沿革
- 1889年（明治22年） - 町村制施行により、入間郡川越町の大字として成立する[4]。
- 1922年（大正11年） - 川越町の市制施行により川越市の大字となる[4]。
- 1961年（昭和36年） - 一部が郭町1-2丁目・宮下町1-2丁目・志多町・幸町・末広町1-3丁目・仲町・松江町2丁目のそれぞれ一部となる[4]。
- 1962年（昭和37年） - 一部が三光町・六軒町2丁目・連雀町・中原町1丁目・新富町1-2丁目・松江町1丁目・通町・脇田町・南通町・菅原町・三久保町となる[4]。
- 1963年（昭和38年） - 一部が 宮元町・神明町・石原町1-2丁目の各一部となる[4]。
- 1966年（昭和41年） - 一部が 御成町・氷川町の各一部となり、一部が宮元町に編入される[4]。

## 小・中学校の学区
市立小・中学校に通う場合、学区は以下の通りとなる。
| 番地       | 小学校                 | 中学校                 |
| ---------- | ---------------------- | ---------------------- |
| 2362〜2365 | 川越市立川越第一小学校 | 川越市立川越第一中学校 |
| その他     | 川越市立川越小学校     | 川越市立初雁中学校     |

## 交通

### 鉄道
地内に鉄道は敷設されていない。

### バス
- 東武バス

### 道路
- 埼玉県道51号川越上尾線